# Astragalus neomonodelphus
Astragalus neomonodelphus là một loài thực vật có hoa trong họ Đậu. Loài này được H.T. Tsai & T.T. Yu miêu tả khoa học đầu tiên năm 1940.